# Massif armoricain
Le Massif armoricain est un massif de basses montagnes situé dans l'Ouest de l'Europe et particulièrement de la France, correspondant principalement à la Bretagne, aux îles Anglo-Normandes, à l'ouest de la Normandie, à l'ouest des Pays de la Loire et au nord-ouest de la région Nouvelle-Aquitaine (département des Deux-Sèvres). Le territoire français est ainsi prolongé à l'ouest par cette « cordillère de l'Europe moyenne » correspondant à une des parties visibles d'une ancienne chaîne de montagnes formée essentiellement d'un socle briovérien voire cambrien et d'une couverture paléozoïque étagée jusqu'au Carbonifère dont le morcellement actuel est lié à l'érosion et à la pénéplanation post-hercynienne.
Le Massif armoricain tire son nom de l’ancienne Armorique, région située entre la Loire et la Seine. Façonné par l'orogenèse cadomienne et varisque (ou hercynienne), il n'a, à l'inverse du Massif central, que peu subi le contrecoup du plissement alpin. Il a cependant été soulevé, à la faveur de l'ouverture du golfe de Gascogne, dont il constituerait l'épaulement, à l'instar de la cordillère Cantabrique. Affecté par des cassures, des failles, ce massif est modelé par l'érosion qui a approfondi les vallées et dégagé les deux bombements de roches dures (au nord, les monts d'Arrée et au sud, les montagnes Noires), de direction est-ouest, qui constituent le bâti de la péninsule armoricaine. La morphologie actuelle de cette chaîne polygénique est encore marquée par l'orogenèse varisque puisqu'elle est caractérisée par des plis hercyniens séparés par des éléments du socle et que les transgressions mésozoïques et du début du Cénozoïque ont peu recouvert ce massif.
Bien qu'il atteigne rarement l'altitude de 400 mètres (416 mètres au mont des Avaloirs, Mayenne, 413 mètres au signal d'Écouves, Orne), il doit cependant être classé géologiquement parmi les massifs montagneux, tant pour la nature de ses sols, son origine (orogenèse hercynienne provoquant le soulèvement de la plaque Armorica à une altitude initiale de 4 000 m) que pour ses paysages escarpés. Profondément érodé et réduit à l'état de pénéplaine, son altitude moyenne de 106 m est inférieure à celle du Bassin parisien (178 m) et du Bassin aquitain (135 m) qui ont, eux, subi le contre-coup du plissement alpin qui les a soulevés d'une cinquantaine de mètres.

## Géographie

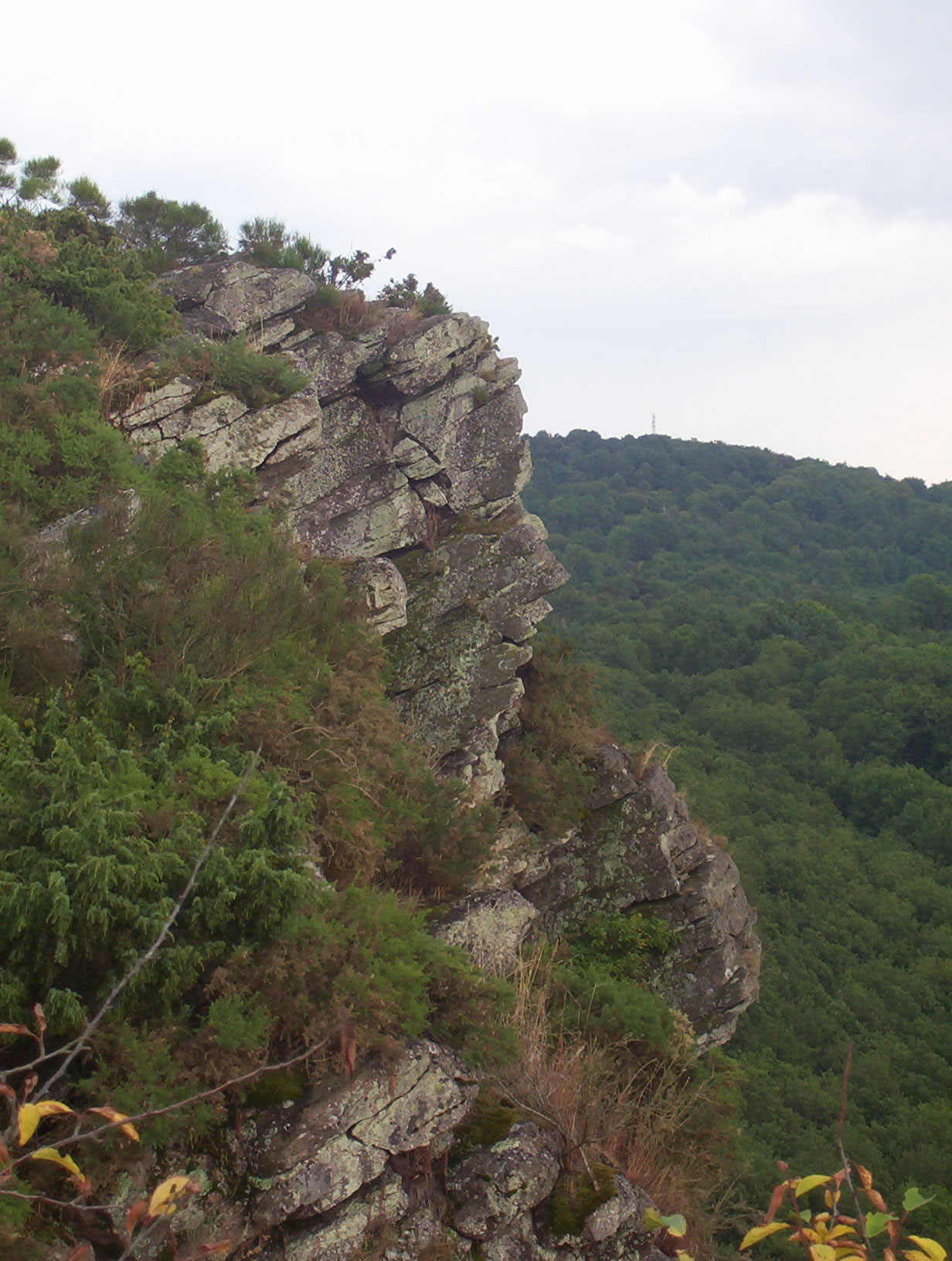
La roche d'Oëtre en Normandie.

Le Massif armoricain s'étend sur 65 000 km2, soit approximativement le neuvième de la surface de la France métropolitaine. Cette entité géologique englobe les îles Anglo-Normandes, la Bretagne, l'ouest de la Normandie, une grande partie des Pays de la Loire et le nord-ouest de la région Nouvelle-Aquitaine (département des Deux-Sèvres).
Il est constitué de quatre domaines de plateaux et collines (plateaux ouest-armoricain et bas-normand, collines vendéennes et du Cotentin) ceinturé par des domaines aplanis de plus faible altitude (bas plateau breton, plates-formes du Léon, du Trégor, de Vannes et de Basse-Loire, etc.).
Son point culminant est le mont des Avaloirs, en Mayenne à la limite de l'Orne, avec une altitude de 416 m selon des études récentes de l'IGN. Autrefois, il était crédité, comme le signal d'Écouves, dans l'Orne, d'une altitude de 417 m. Ce dernier est désormais mesuré à 413 m.
Le massif a subi depuis le passage Plio-Pléistocène (2,6 Ma) un basculement vers le sud pendant sa surrection par rapport à la dépression de Rennes. Ce basculement a provoqué le soulèvement de sa marge nord et un effondrement relatif de sa marge sud dont le relief, étagé en gradins, descend progressivement vers l'Atlantique. Ce soulèvement différentiel a eu pour conséquence un vigoureux encaissement des vallées au nord de la ligne de partage des eaux et leur comblement généralisé au sud du cisaillement sud-armoricain.
L'histoire géologique est également marquée par la surrection relative de la Bretagne occidentale de 30 m par rapport au bassin de Rennes depuis 700 000 ans. La limite entre l'ouest qui a tendance à s'exhausser et l'est qui a tendance à s'abaisser est une faille active qui va de la baie de Saint-Brieuc à l'estuaire de la Vilaine.
Le relief en Bretagne propose deux lignes de crêtes :
- la chaîne des monts d'Arrée au nord, culminant à 385 m au Roc'h Ruz suivi à la même altitude au Ménez Kador (signal de Toussaines) et au Roc'h Trevezel, se prolongeant vers l'est par les monts du Mené (mont Bel-Air, Toit des Côtes-d'Armor, 339 m) ;
- les montagnes Noires au sud, culminant à 318 m :
  - les landes de Lanvaux puis le sillon de Bretagne, dans la continuité des montagnes Noires jusqu'à Nantes.

Les rivières ont tracé de profondes vallées : Aulne, Odet, Blavet, Scorff, Laïta, Aven, etc.
Son relief en Mayenne :

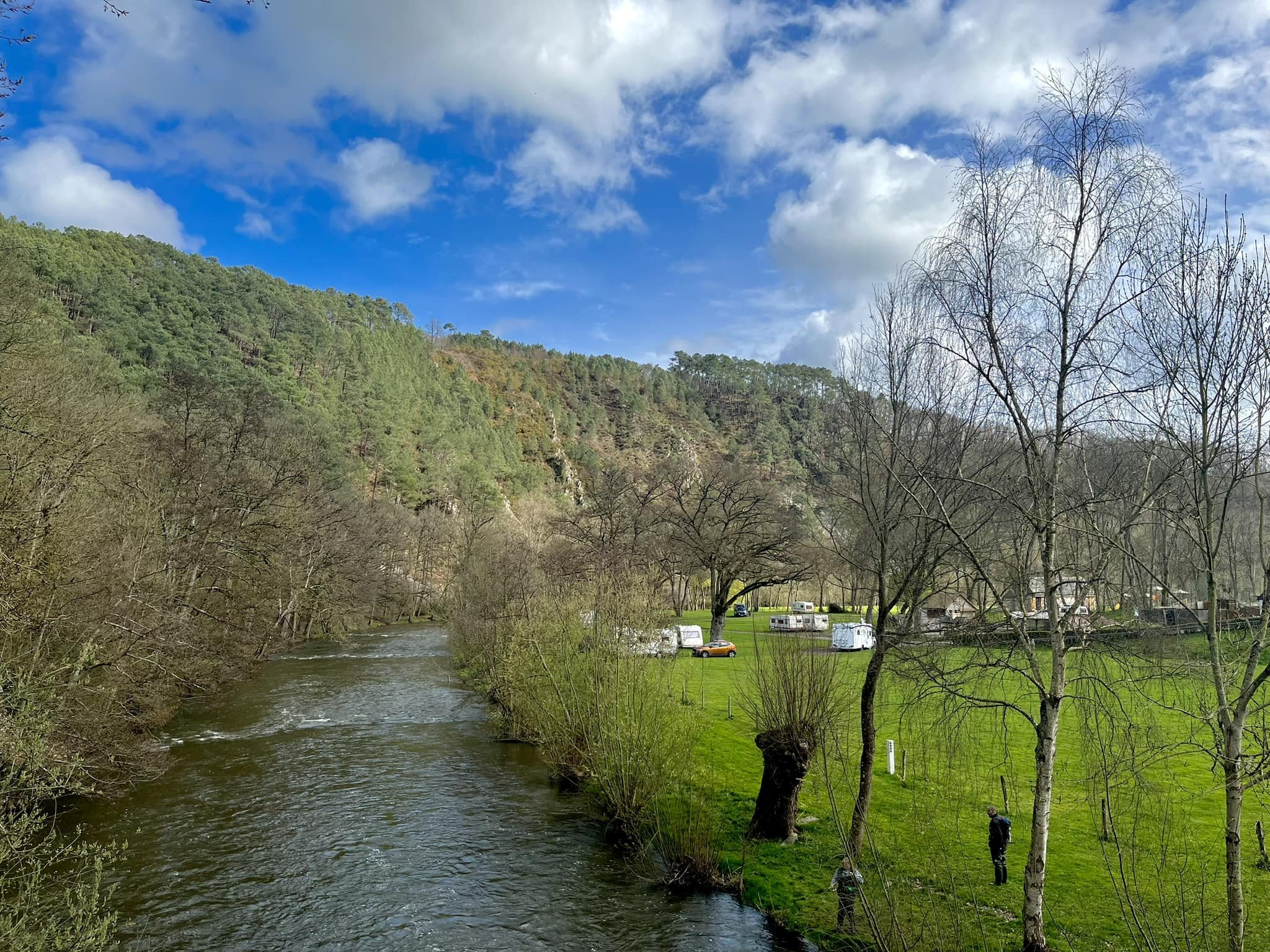
Le mont du Haut-Fourché à Saint-Léonard-des-Bois.

- le mont des Avaloirs, point culminant du massif, atteignant 416 m ;
- la chaîne des Coëvrons.

Son relief en Sarthe :
- les Alpes mancelles, culminant au mont du Haut-Fourché (216 m) ;
- le Perche forme la transition entre le Massif armoricain et le Bassin parisien.

Son relief en Normandie :
- le signal d'Écouves, dans l'Orne, atteint 413 m ;
- le mont Pinçon, dans le Calvados, atteint 365 m ;
- la roche d'Oëtre, dans l'Orne, est l'un des sites les plus pittoresques de ce massif ;
- Mortain et ses cascades, les plus grandes de l'Ouest.

Son relief en Vendée et dans les Deux-Sèvres :
- les hauteurs de Vendée avec 290 m au mont Mercure et 269 m au puy Crapaud et, dans la Gâtine, 271 m au Terrier de Saint-Martin-du-Fouilloux.

La végétation du Massif armoricain comprend comme arbres dominants le chêne (pédonculé sur terrains humides, rouvre ou sessile sur terrains secs, parfois mélangé de chêne pubescent méditerranéen qui ne dépasse pas les Pays de la Loire), le châtaignier, les pins maritime et sylvestre fréquemment employés comme première essence de reboisement, le houx, le hêtre, le bouleau, le charme, le frêne, le genévrier ; des plantes atlantiques (fougère-aigle, canche flexueuse, fétuque capillaire, luzule champêtre, digitale pourpre, millepertuis élégant, germandrée scorodoine) ; la lande atlantique avec des arbustes (ajonc, genêt, bruyère) associés à la canche argentée, aux nards, aux lichens et aux mousses en terrains secs, aux graminées, juncées, cypéracées et sphaignes en terres humides. Les espèces calcicoles des bassins sédimentaires aquitain et parisien ne pénètrent pas le massif aux roches majoritairement siliceuses, à l'exception du littoral dunaire (diverses orchidées, le dompte-venin ou le géranium sanguin dans les sables coquilliers dunaires) et des affleurements de calcaires primaires déposés à l'ère tertiaire. Si l'océanicité du climat favorise les espèces atlantiques strictes, les caractéristiques tempérées du climat breton permettent la cohabitation d'espèces méridionales en limite nord de répartition et d'espèces à affinités nordiques en limite méridionale. Les espèces à affinités nordiques (chou maritime, renouée de Ray, statice humble et cochléaire officinal sur le littoral), les espèces montagnardes ou à affinité boréale (canneberge, malaxis des marais, linaigrette vaginée ou violette des marais se réfugiant dans les habitats les plus froids, tourbières et bas marais) sont également présentes.

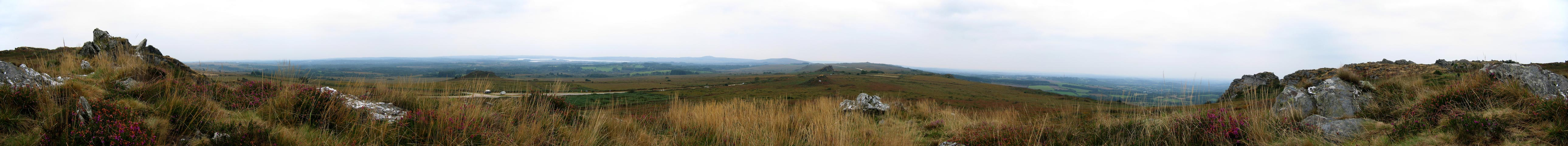
Roc'h Trevezel.

## Géologie

Massif armoricain sur la carte géologique de la France.

### Les principales phases

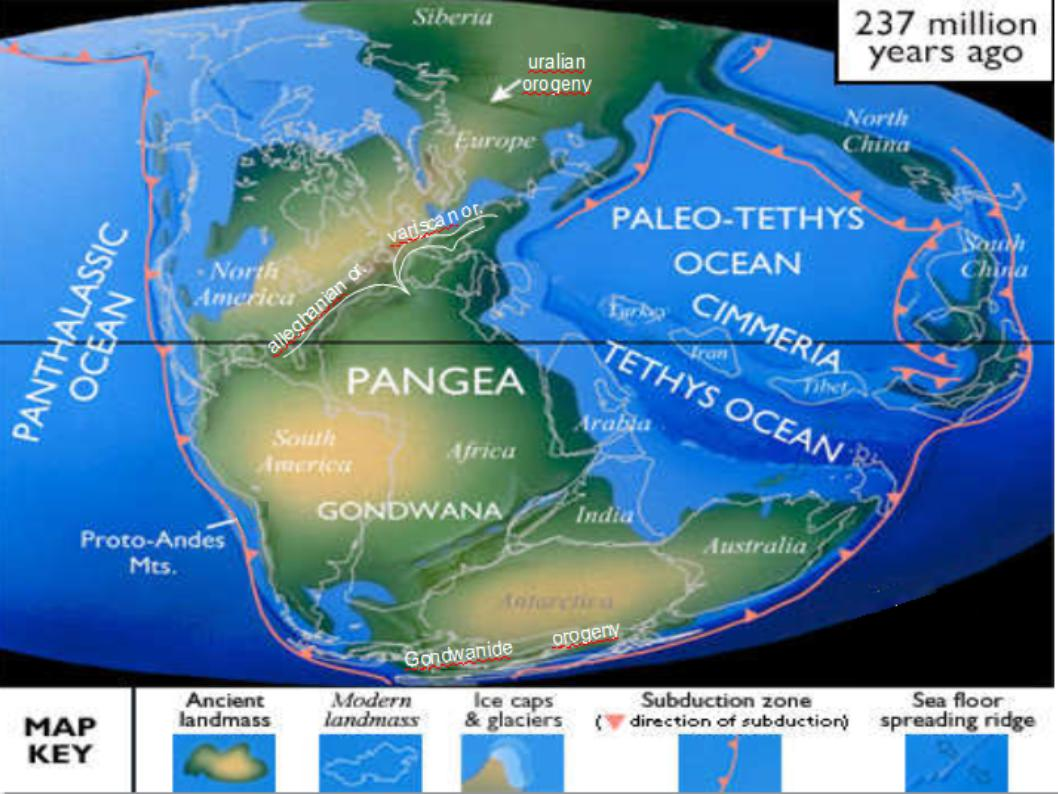
Reconstruction moderne de la Pangée il y a 237 millions d'années. La formation du supercontinent Pangée par collision entre la Laurasie et le Gondwana est à l'origine de la chaîne varisque, le Massif armoricain et le Massif central appartenant à la marge nord du Gondwana.

Dès 1924, la continuité structurelle entre l'Ibérie et l'Armorique a été remarquée par Argand. L'ouverture du golfe de Gascogne, au Jurassique supérieur et au Crétacé a rendu cette continuité encore plus évidente, et l'existence d'un arc Ibéro-Armoricain à la fin de l'orogenèse varisque a été confirmée par nombre de travaux ultérieurs,.
Le Massif armoricain a été façonné par deux grands orogenèses, le cycle cadomien et le varisque, permettant de distinguer le domaine cadomien au nord et centre armoricain au centre, peu affectés par l'orogenèse hercynienne, et le domaine hercynien au sud du massif.
L'orogenèse cadomienne est suivie par une pénéplanation totale issue de l'érosion des montagnes au nord et des cordillères ligérienne au sud. Le Massif armoricain se présente alors comme une plateforme continentale arasée et en grande partie émergée en bordure nord du craton ouest-africain. Dans le détail, les reliefs restent cependant encore élevés à l'ouest et cette plateforme armoricaine pentée vers l'est est ondulée (succession de synclinaux et d'anticlinaux disposés parallèlement les uns aux autres et de direction générale est-ouest). Le rifting cambro-ordovicien (tectonique distensive nord-sud conjuguée à la distension de Rodinia), associé à l'ouverture de l'océan Rhéique entre la micro-plaque Avalonia et Gondwana, favorise un volcanisme effusif acide, un magmatisme à l'origine de granitisations et une subsidence (notamment la sédimentation ordovicienne dominée par le grès armoricain) liée à l'ouverture de grabens qui enregistrent, comme les gouttières synclinales, la transgression par une mer venant de l’est. L'orogenèse varisque est un cycle orogénique qui correspond à la formation d'une chaîne de type subduction-collision continentale, du Dévonien au Carbonifère. Elle se traduit par une collision entre la Laurussia et le Gondwana à l'origine du supercontinent Pangée. Son histoire géologique reste complexe à synthétiser, en raison du fait que la marge nord-gondwanienne était probablement scindée en plusieurs ensembles, séparés par des domaines océaniques de faible dimension. De nombreux auteurs reconnaissent ainsi une « microplaque Armorica », laquelle est, au cours de la convergence Gondwana-Laurussia, déformée entre les mâchoires de ce gigantesque étau. Selon Jérôme Lavé, spécialiste de l’évolution du relief au CNRS de Nancy, le Massif armoricain s’est « effondré sous son propre poids en quelques dizaines de millions d’années »,.
Plusieurs bassins houillers de tailles variables se sont formés au Carbonifère et au Namurien : le bassin houiller de Laval, le bassin houiller de Basse Loire, le bassin houiller de Vendée et celui de Quimper. Deux petits gisements se sont également formés au Saxonien : le bassin houiller du Molay-Litry et son voisin du Plessis-Lastelle.
Depuis le Carbonifère, le Massif armoricain est marqué par sa continentalité. Longtemps émergé, il est d'abord soumis à l'érosion, prédominante au Permien, puis à une altération à l'origine d'un épais manteau d'altérites. Le contre-coup de l'ouverture de l'océan Atlantique puis de la tectonique compressive alpine et pyrénéenne est associé au basculement nord-sud du massif (d'où une Bretagne à côtes, à falaises élevées au nord, à rivages plus bas au sud, et un écoulement des fleuves suivant la direction nord-sud) tandis que les déformations à grand rayon de courbure favorisent la transgression de la mer des Faluns au Miocène.
Le Cénozoïque voit s'installer un réseau fluviatile sur un socle qui réagit à la tectonique compressive pyrénéenne et alpine en rajeunissant les reliefs anciens et en mettant en valeur la plupart des affleurements granitiques. Enfin la pénéplaine est recouverte par des dépôts quaternaires qui façonnent les paysages que nous connaissons aujourd'hui. Lors des périodes périglaciaires, des heads empâtent les reliefs tandis que les vents glacés, soufflant sur la Manche asséchée, déposent un épais manteau de limon loessique sur la Ceinture dorée. Lors des périodes interglaciaires, le niveau marin remonte, comme l'indiquent les plages anciennes « perchées » observées ici et là sur le littoral. Trois stades transgressifs se sont succédé au cours du Pléistocène moyen et du Pléistocène supérieur, dont le dernier, la transgression flandrienne, ennoie les bordures continentales (plate-forme à écueils) et les basses vallées fluviales (abers). Depuis 7 000 ans, la montée marine rapide repousse les sédiments vers les rivages actuels où les massifs dunaires s'édifient progressivement.

### Les domaines géologiques
Les grandes zones de failles coulissantes d'échelle crustale et les différences d'âge des roches ont conduit les géologues à diviser le Massif armoricain en six domaines principaux, du nord au sud : domaine nord-armoricain, du Léon, centre-armoricain, de Lanvaux, des Mauges et sud-armoricain.
Les domaines centre- et nord-armoricains (qui constituent le cœur de la microplaque Armorica) sont bordés par deux zones de suture. Au nord, le domaine du Léon est constitué par un empilement de nappes de charriage. Au sud, un domaine intermédiaire (allochtone supérieur) enregistre une histoire polycyclique, avec un évènement de haute température auquel succède un épisode éclogitique (Les Essarts correspondant à une unité continentale subductée). Cet allochtone supérieur est charrié sur des unités ophiolitiques (allochtone moyen), elles-mêmes superposées à la paléomarge gondwanienne (allochtone inférieur).

#### Domaine nord armoricain ou domaine cadomien
À la fin du Précambrien supérieur, les chaînes de montagnes et cratons issus du cycle icartien et les sédiments briovériens sont fortement déformés, plissés et métamorphisés par le cycle cadomien puis hercynien. Le socle précambrien contient des roches métamorphiques type gneissique de ces périodes pré-cadomiennes mais elles sont rares et peu connues. Il en reste quelques traces dans la région de Saint-Brieuc, mais aussi de la Hague et des îles Anglo-Normandes (Aurigny, Sercq, Guernesey) datant de l'Icartien.
Le domaine cadomien consiste en lambeaux de l'ancienne chaîne cadomienne de direction générale SW-NE, constituée de plutons granitiques (associés à des diorites et des granodiorites) datant du Protérozoïque (batholite côtier nord-trégorrois, granite de Saint-Brieuc, batholite mancellien produit par le surépaississement crustal et formé de nombreux plutons granitiques) accompagnés de sédiments pour la plupart issus de cette chaîne, donc détritiques, eux aussi précambriens (sud du Cotentin, ouest du Calvados, nord de la Mayenne, région de la Rance), auxquelles se sont ajoutés des sédiments paléozoïques, en continuité avec les dépôts antérieurs (centre de la Bretagne, de Douarnenez à Angers en passant par Rennes), ou sans continuité, et qui ont été légèrement plissés durant l'orogenèse hercynienne. L'ensemble a été injecté, au Carbonifère, de plutons granitiques hercyniens (régions de Bourbriac, Plœuc-sur-Lié et Dinan), et découpé par une faille de la même époque, courant de la rade de Brest au département de la Sarthe.
Le chapelet nord de granites rouges tardifs (ceinture batholitique de granites individualisée pour la première fois par le géologue Charles Barrois en 1909, formant de Flamanville et de la pointe de Barfleur à Ouessant un alignement de direction cadomienne, contrôlé par les grands accidents directionnels WSW-ENE), datés de 300 Ma, correspond à un magmatisme permien.
La limite Sud correspond au cisaillement nord-armoricain et la partie sud du domaine cadomien est occupée par les formations sédimentaires paléozoïques du synclinorium médio-armoricain (synclinal du Menez-Belair, synclinal de Vieux-Vy-sur-Couesnon et synclinal de Vitré qui séparent les synclinoria de Châteaulin à l'ouest et de Laval à l'est).
Dans cette région, la zone de cisaillement nord armoricaine sépare des éléments du terrane composite nord armoricain, composé de bassins sédimentaires et volcaniques du Briovérien à structure inversée et déformée au cours de l'orogenèse cadomienne (terranes du Trégor-La Hague, de Saint-Brieuc, de Saint-Malo et du Mans), du terrane centre armoricain dans lequel la principale déformation et le métamorphisme régional des séries sédimentaires briovériennes sont varisques.

#### Domaine centre armoricain
Le domaine centre armoricain correspondant à une vaste unité sédimentaire essentiellement constituée de terrains gréso-schisteux (dont le grès armoricain), est limité au nord par le cisaillement nord-armoricain et au sud par le cisaillement sud-armoricain. Il est caractérisé par une couverture paléozoïque (ordovicien transgressif) sur un socle briovérien voire cambrien (roches sédimentaires détritiques du Briovérien provenant de l'érosion de la chaîne cadomienne) déformée par des plis à vergence sud-est, interprétés comme résultant d’un (rétro)chevauchement du domaine du Léon sur le domaine centre armoricain. Ces formations paléozoïques sont conservées en grande partie lors de l'orogenèse hercynienne, au sein de synclinoriaux à nombreux replis. Ce domaine est constitué du synclinorium médian armoricain, composé du synclinorium de Châteaulin (limité au nord par les monts d'Arrée et la vallée de l'Élorn, tranché à l'ouest par les falaises de la rade de Brest et de la presqu'île de Crozon, bordé au sud par les montagnes Noires, et pincé à l'est par deux failles), du synclinorium du Menez-Belair, de Vieux-Vy-sur-Couesnon, Vitré, et du synclinorium de Laval, ainsi que du bassin de Pontivy et du bassin de Rennes, et enfin du synclinorium de Martigné-Ferchaud (« synclinaux du sud de Rennes »).

#### Domaine sud armoricain ou domaine hercynien

Les structures de déformation de la chaîne hercynienne.

Le domaine sud armoricain s'étend sous la branche la plus au sud du cisaillement sud armoricain, visible au niveau du sillon de Bretagne. Il constitue le soubassement du Bassin aquitain sous lequel il disparaît. Ce domaine fait partie des zones internes de la chaîne varisque. Formant vraisemblablement une partie de la marge passive armoricaine submergée, il est essentiellement composé de roches métamorphiques et plutoniques présentant une déformation intense, en grande partie ductile.
Au Protérozoïque, la région est marquée par une activité volcanique et orogénique, l'orogenèse cadomienne et une accumulation massive de sédiments (époque du Briovérien).
La collision continentale au cours de l'orogenèse varisque proprement dite se traduit par un métamorphisme général de basse-moyenne pression, formant des schistes et des micaschistes (métamorphisme associé à une tectonique complexe polyphasée mais où dominent les chevauchements), et par une anatexie générant migmatites et granites. Elle se traduit aussi par le Cisaillement Sud Armoricain, appelé également « zone broyée sud-armoricaine ». Ce grand accident crustal (décrochement dont le rejet horizontal atteindrait 500 km et qui affecterait toute l'épaisseur de la croûte continentale, soit 30 à 35 km) forme un couloir de failles hercyniennes (série de failles courant de la pointe du Raz à la Loire), en partie relique de la suture de l'océan sud-armoricain. Elle se traduit enfin, par la mise en place de nombreux leucogranites crustaux à muscovite et biotite intrusifs et de granodiorites à cordiérite à travers les schistes cristallins, concomitamment à ce décrochement. Le Cisaillement Sud Armoricain est en effet le siège durant tout le Carbonifère, de ruptures décrochantes et de granitisations (injections le long des décrochements de leucogranites, les failles ayant favorisé la génération de magmas en profondeur). Quelques zones sédimentaires cambriennes, ordoviciennes ou siluriennes (Belle-Île-en-Mer, côte ouest de la Vendée, région au sud d'Angers, La Grande Brière), plissés ou métamorphisés pendant l'orogenèse hercynienne, forment les roches sédimentaires paléozoïques de la région.
La phase hercynienne, débutant il y a 330 millions d'années, est à l'origine des granites qui constituèrent l'ossature d'une montagne puissante. Les grès de l'Ordovicien et les schistes du Silurien glissent alors vers les synclinaux. Le glissement vers le nord de la plaque ibéro-aquitaine induit d'importants plissements au Silurien : elle s'enfonce dans la plaque lithosphérique armoricaine et sa subduction provoque la formation de la cordillère ligérienne puis d'une chaîne montagneuse au sud du Massif armoricain, chaînes montagneuses qui s'accompagnent de formations détritiques (faciès molassique), de granitisation et de métamorphisme au Dévonien et au Carbonifère.
Après la mise en place des plissements de l'orogenèse hercynienne, l'érosion du massif s'est produite durant tout le Mésozoïque et s'est accélérée au Paléocène sous un climat subtropical qui a affecté les roches différemment selon leur dureté. Il en a résulté une pénéplaine rigide qui subit le contrecoup de la formation des Alpes et des Pyrénées, non par une élévation comme pour les régions plus proches de ces montagnes jeunes, mais par une déformation générant un escalier de failles et l'anticlinorium de Cornouaille (cinq bandes de granites entre lesquelles sont intercalées quatre bandes de roches cristallophylliennes plus ou moins métamorphisées, gneiss, micaschistes amphibolites, schistes briovériens). Au cours de cette période de relatif calme tectonique, les transgressions épisodiques du Mésozoïque et du début du Cénozoïque ont peu recouvert ce massif. Le Miocène moyen est principalement représenté par la mer des Faluns qui dépose des sédiments essentiellement calcaires entre la Basse-Loire et le Cotentin.

### Les grands domaines structuraux
Le Massif armoricain pour la région Bretagne peut être découpé en plusieurs grands domaines géologiques (ou zones lithostructurales) définis par des caractères sédimentologiques, magmatiques et structuraux spécifiques, résultant d'évolutions différentes. Ces domaines structuraux se caractérisent ainsi par leurs formations géologiques :
- domaine nord-armoricain constitué des domaines cadomiens nord-breton et normanno-breton (ou mancellien[n 5],[45]) : socle précambrien polymétamorphique et polyorogénique (la dernière est l'orogenèse cadomienne)[46] peu réactivé lors du cycle varisque. L'orogenèse cadomienne se traduit par une collision continentale puis une subduction de l'océan Iapétus vers le sud-est à l'origine d'un arc volcanique et d'un bassin arrière-arc qui, en chevauchant une marge continentale, entraîne un métamorphisme. Les failles de direction N40-N50 sont liées à un raccourcissement oblique, dû à cette compression[47]. La chaîne cadomienne, soumise à une très forte érosion par les eaux de ruissellement, apporte dans la mer des sédiments essentiellement silto-gréseux transformés en schistes, les schistes dits précambriens ou briovériens[n 7]. La fin de l'histoire cadomienne est marquée par la mise en place de granitoïdes en raison de l'épaississement crustal[48],[49] ;
- domaine centre-armoricain constitué du domaine varisque médio-armoricain occidental, du domaine varisque de Bretagne centrale et du domaine varisque médio-armoricain oriental : roches sédimentaires paléozoïques[n 8] épicontinentales (marge Nord du Gondwana) et discordantes sur le socle cadomien, déformées en schistes peu à pas métamorphiques[50] et une granitisation hercynienne croissante vers l'ouest[49] ;
- domaine du Léon[51] : vaste série d'un métamorphisme sous la forme de nappes chevauchantes, croissant depuis les zones externes (fossé de l'Élorn, bassin de Morlaix) jusque vers le centre (région de Lesvenen)[52]. L'intensité de la déformation va jusqu'à localement l'anatexie (Tréglonou, Plounévez-Lochrist, Plouguerneau). Cet ensemble subit la mise en place des granites d'âge carbonifère[53] ;
- domaine ligéro-sénan (des Pays de la Loire) : socle précambrien métamorphisé (déformation localisée le long sur des failles orientées WNW-ESE) et couverture discordante paléozoïque volcano-sédimentaire (parfois le domaine de l'anticlinal de Cornouaille est regroupé avec le domaine ligérien)[54] ;
- domaine sud armoricain breton : roches métamorphiques constituant la « zone interne » de la chaîne varisque (la partie la plus déformée)[55] ;
- domaine ouest-vendéen : unités métamorphiques précambriennes reliées au Massif central.

Le domaine nord-armoricain fait partie du domaine cadomien, les autres du domaine hercynien. Ils sont également délimités par le cisaillement nord armoricain et le cisaillement sud armoricain (ce dernier qui peut atteindre 50 m de haut, étant divisé en deux branches importantes dont la zone broyée sud armoricaine), cisaillements hercyniens accompagnés de roches broyées et de plutons syntectoniques. Les terrains situés au sud de ce cisaillement se déplacent vers l'ouest de quelques millimètres par millier d'années au fil des mouvements tectoniques et sont régulièrement affectés de séismes de faible intensité. Le séisme de plus forte intensité du XXIe siècle a ailleurs eu lieu, le 30 septembre 2002, avec une magnitude mesurée de 5,4 ML dans la région d'Hennebont, et correspond à un mouvement de la faille de cisaillement Sud.